# Småland, Norge
Småland är en tätort i Inderøy kommun i Trøndelag fylke i mellersta Norge. Orten ligger 13 kilometer norr om kommunens centralort Straumen.